# 上海亚细亚大楼
上海亚细亚大楼（英語：Asia Building, Shanghai），位于上海市黄浦区中山东一路1号，也因此被称为外滩第一楼以及外灘一號。该楼由麦边洋行出资、马海洋行设计、裕昌泰营造厂于1913年兴建，1916年竣工。初建时因投资方而被称作麦边大楼（现译麦克波恩大楼、麦克倍恩大楼），1917年亚细亚火油公司租入大楼后，因其在华的影响，而逐渐被人称作亚细亚大楼。大楼总高八层，外立面为折衷主义风格。1989年，被选入上海市第一批优秀历史建筑。

## 历史
亚细亚大楼所处土地，自上海开埠以后，曾先后为英商兆丰洋行、美商旗昌洋行所有。1891年，旗昌洋行因经营不善而宣告破产。其位于外滩的数幅土地为轮船招商局购入，外滩1号所在地块也在其中。之后，轮船招商局又将此地转手，几经易主于1913年为麦边洋行购得。麦边洋行随后在原址拆除旧屋，并聘请马海洋行设计新楼，裕昌泰营造厂稍后接手了新楼的建设项目。工程于1916年竣工，麦边洋行随即将该楼出租。翌年，英国壳牌运输贸易公司与荷兰皇家石油公司的子公司，亚细亚火油公司租入该楼除二、三层以外的所有楼面。并被允许于门外挂起亚细亚火油的铭牌。此前，亚细亚火油从设在上海的办事处到北中国分公司一直设立在九江路7号的大楼内。十年间该公司在华业务迅速扩张，石油销量占据中国市场的四分之一。并迅速成为与美孚、德士古齐名的石油公司。因此，改变办公条件和强大经济实力，最终促成公司租入了位于外滩1号的大楼。而因其声名在外，大楼也逐渐被人改称为亚细亚大楼。
亚细亚火油公司一直在内办公到1941年。当年12月，随着太平洋战争的爆发，作为英商资产的亚细亚火油公司被日军强行接收，而大楼也成为日方资产。1945年，抗战胜利后，大楼发还原业主，亚细亚公司重新租回此处。1949年上海易主后，亚细亚大楼业主于第二年改为华东石油公司，而亚细亚火油公司则迁入圆明园路，成为中国境内唯一外商石油公司。1966年，文化大革命爆发，办事处撤离。而在早先的1959年，上海市冶金设计院、上海市房地产管理局和上海市丝绸公司等单位迁入亚细亚大楼。直至1996年，外滩总体进行房屋置换，原有单位迁出，大楼后为中国太平洋保险公司总部所在。2009年，为迎接翌年召开的上海世界博览会，上海市政府出资对外滩建筑进行整修，亚细亚大楼亦在其列。
2019年，上海久事国际艺术中心在上海亚细亚大楼內開幕。2021年底，佳士得拍卖行宣布其上海总部迁入上海久事国际艺术中心，并将于2022年3月1日举行首场拍卖。

## 建筑风格
亚细亚大楼占地面积1739平方米，建筑面积11984平方米。总体为钢筋混凝土的框架结构，但外立面使用花岗岩和清水砖砌成。东、南两侧的外立面沿东南角呈对称结构，建筑风格属折衷主义。另外从横向和竖向而言均依据三段式结构进行设计建造，横向上，底部与顶部均吸收巴洛克风格，而中部又采用了现代主义的设计。竖向上，位于中央的底部与顶部均使用贯高两层的双爱奥尼柱式。在功能设置上，中央除底部外，中部和顶部均设置内凹阳台。
另外，大楼为调和视觉感官，在东南角即延安东路中山东一路路口也使用了凹面设计。1938年加建的第八层，其四角也采用了凹面式。平面上，建筑则为回字形，中间设计有天井。为确保建筑物的采光，整幢大楼共有大小窗户100余个。另外，在二层、五层和八层的窗、阳台廊柱均按半圆形设计。

## 图集
- 左侧为亚细亚大楼，右侧为上海总会大楼
- 亚细亚大楼夜景
- 亚细亚大楼全国重点文物保护单位标志

## 外部連結
维基共享资源上的相關多媒體資源：上海亚细亚大楼